# Julien Ferrat
Julien Ferrat (* 28. Juli 1991 in Mannheim) ist ein deutscher Kommunalpolitiker (zunächst Die Linke, später Familien-Partei Deutschlands und Mannheimer Volkspartei (MVP) bzw. Wählervereinigung Die Mannheimer). Ferrat gehörte zwischen 2014 und 2019 und gehört erneut seit 2024 dem Gemeinderat der Stadt Mannheim an und erhält regelmäßig größere überregionale mediale Aufmerksamkeit durch provokative Aktionen oft mit sexuellem Inhalt. Dabei setzt er auch seine eigene Nacktheit öffentlichkeitswirksam ein. Der Südwestrundfunk bezeichnet Ferrat als „Medienphänomen“.
Laut der Wochenzeitung Die Zeit ist Ferrat „Deutschlands verrücktester Stadtrat“.

## Leben
Ferrat wurde als Sohn einer französischen Mutter geboren und erhielt mit vier Jahren die deutsche Staatsangehörigkeit. Nach dem Abitur studierte er an der Universität Mannheim und an der Ruprecht-Karls-Universität Heidelberg. Ferrat ist studierter Sozialwissenschaftler und Geschäftsführer im Online-Handel. Er engagierte sich bis 2014 bei Die Linke.SDS hochschulpolitisch. Bei den Gremienwahlen 2014 an der Universität Mannheim sah sich Ferrat dem Vorwurf der Urkundenfälschung ausgesetzt. Das Verfahren gegen Ferrat wurde im Sommer 2015 gegen die Zahlung von 3600 Euro an eine gemeinnützige Organisation eingestellt. Im Rahmen der Wahlzulassung der Linke.SDS-Liste waren gefälschte Unterschriften vorgelegt worden.

### Wahlperiode 2014–2019: Parteiwechsel, Kontroversen um Rap-Videos und Nackt-Aktionen
Ferrat zog bei der Mannheimer Gemeinderatswahl 2014 erstmals über die Linke, wo er auf Platz 3 der Gemeinderatsliste stand, in den Gemeinderat ein. Er wechselte 2015 unter Beibehaltung seines Mandats zur konservativen Familien-Partei. Mit drei aus der AfD ausgetretenen und zu ALFA gewechselten Gemeinderäten wollte Ferrat eine gemeinsame Zählgemeinschaft im Gemeinderat bilden, was der Mannheimer Oberbürgermeister Peter Kurz (SPD) mit Hinweis auf die Hauptsatzung aber nicht zuließ.
2016 veröffentlichte Ferrat das Gangsta-Rap-Video Mannheimer Ghetto auf YouTube, das wegen seines frauenverachtenden, vulgären Inhalts stark in der Kritik stand. Für dieses Rap-Video erhielt Ferrat vom Mannheimer Gemeinderat eine förmliche Rüge. In einem weiteren 2017 erschienenen Rap-Video zeigte er einen Schwangerschaftsabbruch, um Position gegen Abtreibungen zu beziehen. 2018 veröffentlichte Ferrat einen Disstrack gegen den Mannheimer Oberbürgermeister Peter Kurz (SPD). Gegen einen deswegen verhängten Strafbefehl in Höhe von 3000 Euro legte Ferrat Einspruch ein. Das Strafverfahren wurde letztendlich gegen die Ableistung von Sozialstunden im Altersheim eingestellt. Ferrats Rap-Videos errangen überregionale mediale Aufmerksamkeit und wurden von Mannheimer Gemeinderatsmitgliedern teilweise scharf kritisiert. Die Rap-Videos sind inzwischen nicht mehr abrufbar.
2017 setzte Ferrat Nacktheit erstmals als Stilmittel im Rahmen seiner politischen Kommunikation ein. So protestierte er nackt gegen den Doppelhaushalt der Stadt Mannheim.  Öffentlichkeitswirksam bot Ferrat 2018 unter dem Motto „Völlige Transparenz!“ eine Nackt-Sprechstunde am FKK-Strand an. 2019 folgte eine Nackt-Sprechstunde in der Sauna.
2018 trat Ferrat aus der Familien-Partei aus und gründete die Mannheimer Volkspartei (MVP). Ferrat trat als Spitzenkandidat der MVP zur Mannheimer Gemeinderatswahl 2019 an. Er und seine Partei konnten aber keinen Sitz erringen, sodass er aus dem Gemeinderat ausschied.

### Wiederwahl 2024 und politische Bildungsfahrt nach Cap d'Agde 2025

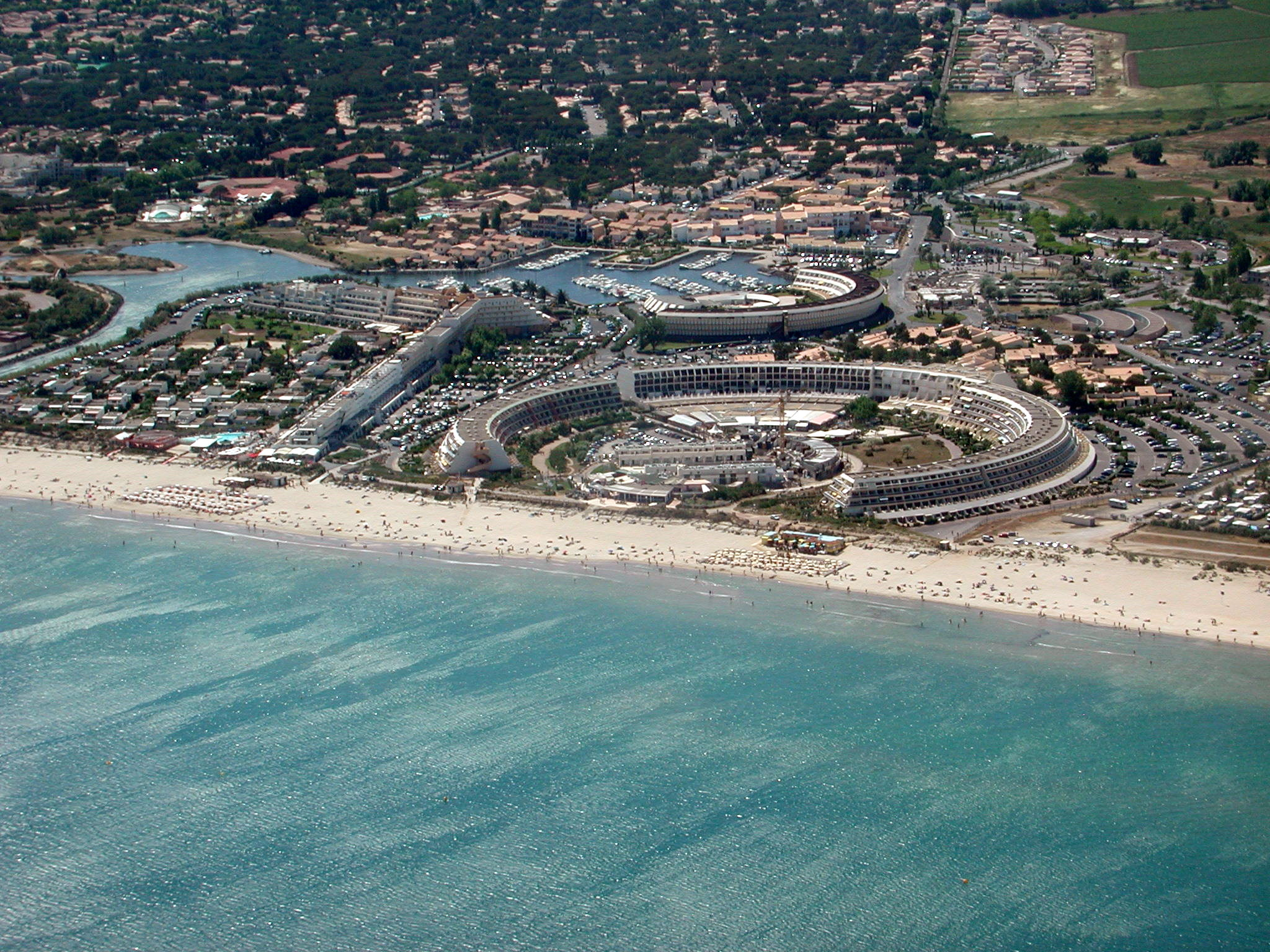
Village Naturiste Cap d'Agde

Zur Mannheimer Gemeinderatswahl 2024 trat Ferrat als Spitzenkandidat der Wählervereinigung Die Mannheimer an und zog mit 3504 Stimmen als einziger Kandidat der Vereinigung in den Mannheimer Gemeinderat ein. Die Wählervereinigung Die Mannheimer ist der offizielle Rechtsnachfolger der Mannheimer Volkspartei (MVP).
Seit seinem Wiedereinzug in den Gemeinderat nutzt Ferrat vor allem das Mannheimer Amtsblatt, in dem jede Fraktion und eben auch Einzelstädträte Beträge veröffentlichen dürfen, als Forum, um durch sexuelle Provokationen Aufmerksamkeit zu erlangen. Mit einem Amtsblatt-Beitrag über „Kommunalsex“, in dem auch ein Nacktfoto von ihm veröffentlicht wurde, erregte er bereits 2024 Aufmerksamkeit.
Deutlich stärker wurde 2025 Ferrats Amtsblatt-Artikel zu einer von ihm organisierten Bildungsreise ins südfranzösische FKK-Swinger-Dorf Village Naturiste in Cap d’Agde rezipiert, der sowohl bundesweit als auch international auf starkes Interesse stieß. Im Amtsblatt-Artikel, der seine Reise nach Cap d’Agde ankündigte, posierte Ferrat erneut nackt. Ferrats Bildungsreise fand mit 28 Teilnehmern statt und wurde von diesen selbst finanziert. Ferrat empfahl danach in Mannheim ebenfalls ein kommunal verwaltetes „FKK-Swinger-Paradies“ in Anlehnung an Cap d'Agde zu errichten. Aus der Mannheimer Kommunalpolitik und vom Deutschen Verband für Freikörperkultur kam deutliche Kritik an der Aktion.